# Itame semicanaria
Itame semicanaria là một loài bướm đêm trong họ Geometridae.